# Agraulis
Agraulis là một chi bướm trong họ Nymphalidae.

## Hình ảnh

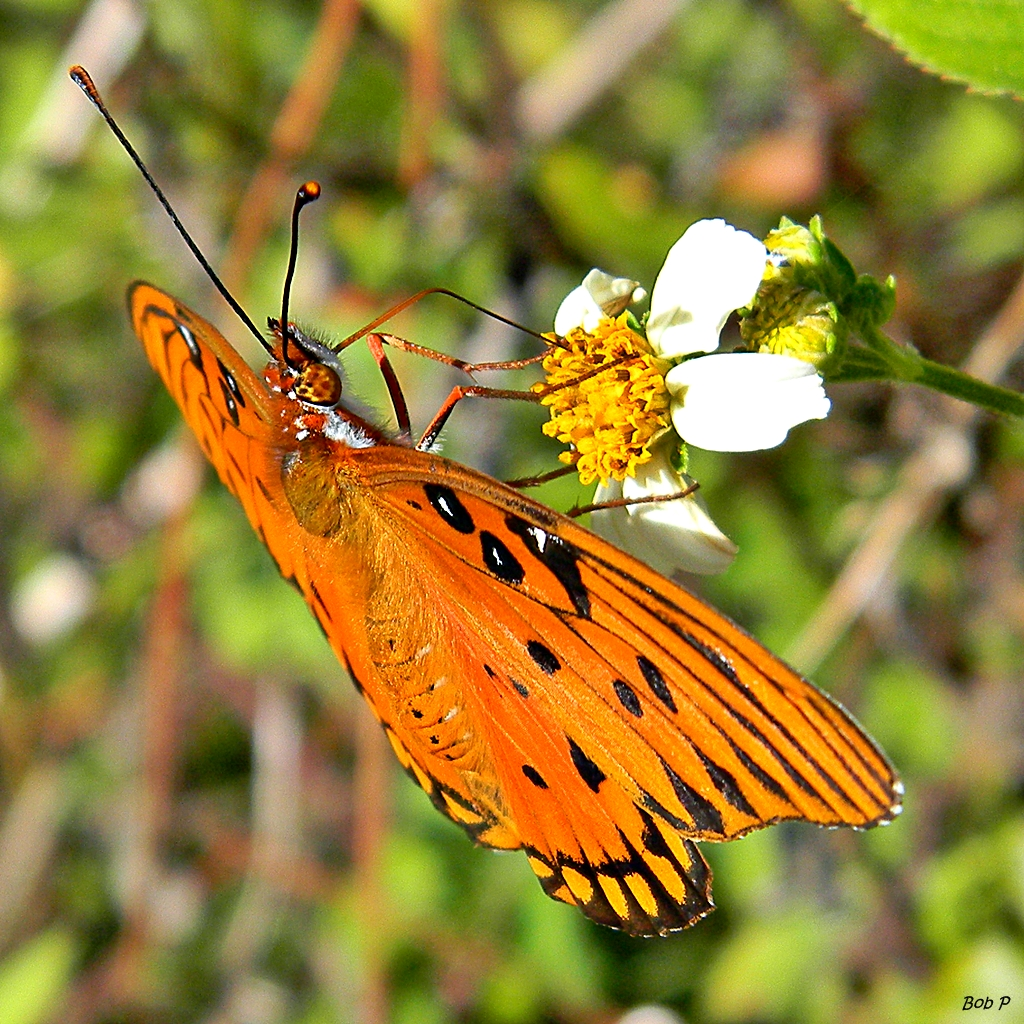

## Các loài
- Agraulis catella
- Agraulis comstocki
- Agraulis forbesi
- Agraulis fumosa
- Agraulis galapagensis
- Agraulis hewlettae
- Agraulis incarnata
- Agraulis insularis
- Agraulis lucina
- Agraulis maculosa
- Agraulis margineaperta
- Agraulis nigrior
- Agraulis passiflorae
- Agraulis superargentata
- Agraulis vanillae